# Celtibère
Cet article concerne la langue celtibère. Pour le peuple Celte, voir Celtibères.

Langues paléo-hispaniques.

Le celtibère (ou hispano-celtique) est une langue celtique morte, parlée par les Celtibères dans le centre de l'Espagne avant et durant l'Empire romain. Il nous reste très peu de traces du celtibère, qui est attesté dans quelques toponymes pré-romains de la péninsule ibérique ayant survécu suffisamment longtemps pour qu'ils apparaissent dans des documents écrits, dans la formation de certains noms de personne (ce qui donne des indices concernant sa grammaire), ainsi que par quelques inscriptions sur des plaques de bronze ou de plomb, tracées en écriture celtibère qui combine des caractéristiques phéniciennes et grecques.

## Classification
Le celtibère montre un pronom relatif fléchi ios, qui n'a pas été préservé dans les autres langues celtiques, et les particules grammaticales kue « et », nekue « ni », ve « ou ».
Comme le gallois, il possède un subjonctif en s-, gabiseti « il devrait prendre » (vieil irlandais gabid), robiseti, auseti. Comparez avec l'ombrien ferest « il devrait faire ».

### Langue P/Q
Il en reste suffisamment de traces afin de montrer que le celtibère était une langue Q-celtique (comme le  gaélique), et non pas une langue P-celtique comme le  gaulois (Mallory 1989, p. 106). Comme le brittonique lui aussi est P-celtique, mais est également une langue celtique insulaire plus proche des langues gaéliques que du gaulois [réf. nécessaire], il s'ensuit que la séparation  P/Q est paraphylétique: Le passage du kw au p s'est produit en brittonique et en gaulois à une époque où ces langues étaient déjà distinctes, et ne constitue donc pas une division, une marque distinctive d'une branche séparée dans l'arbre des langues celtiques. Un changement du PIE kw (q) en p s'est également produit dans certaines langues italiques: comparer l'osque pis, pid (« qui, quoi ? ») avec le latin quis, quid. Le celtibère et le gaulois sont souvent classés ensemble dans le groupe des langues celtiques continentales, mais ce groupement est trop paraphylétique : aucune preuve ne suggère que les deux partagent la moindre innovation par rapport au celtique insulaire.

## Textes
Les plus longues inscriptions celtibères sont sur trois plaques de Botorrita, des plaques en bronze de Botorrita près de Saragosse, datées du début du Ier siècle av. J.-C., et appelées Botorrita I, III et IV (Botorrita II est écrite en latin).

### Images

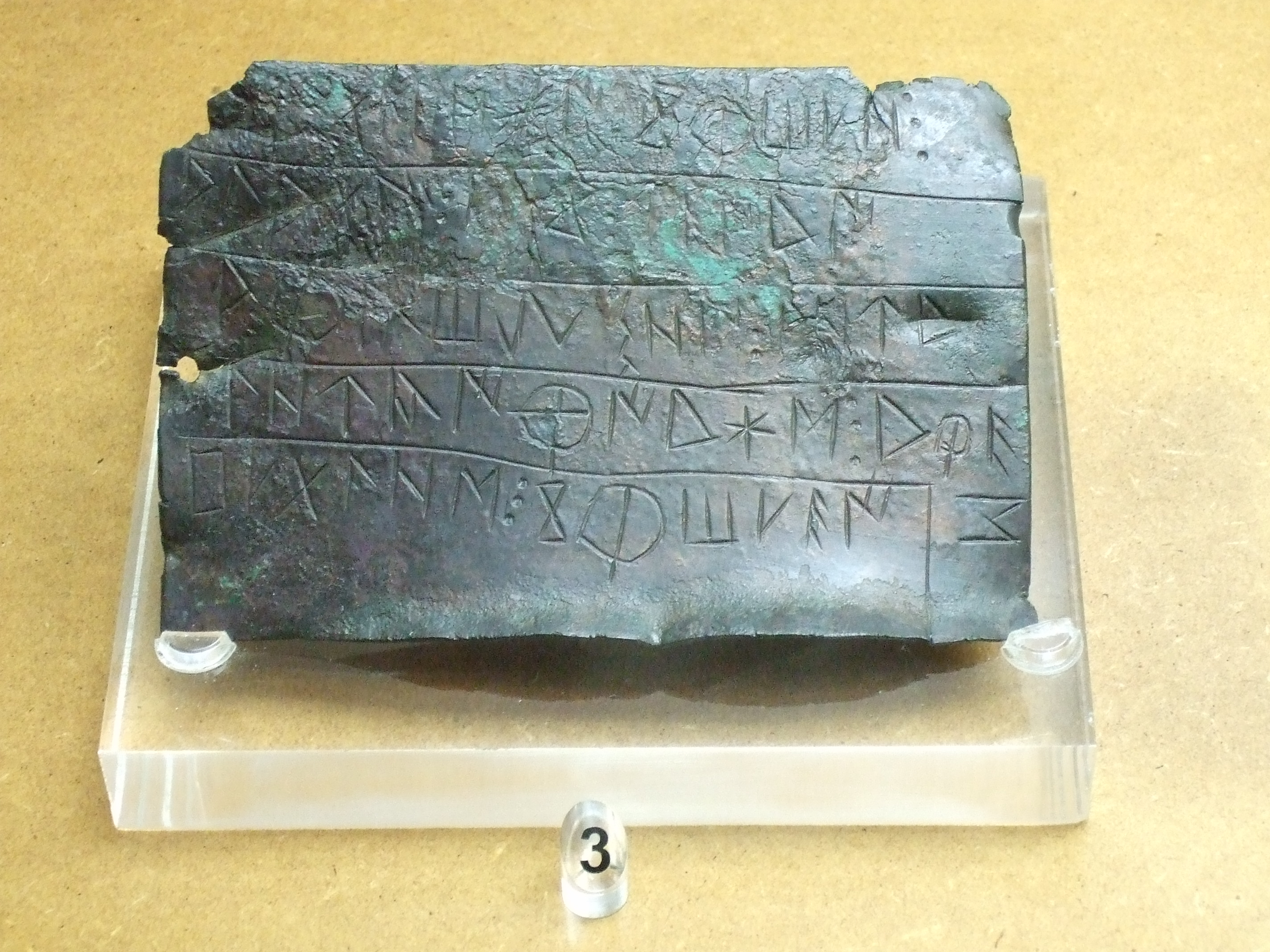
Bronze de Cortono. Lieu de provenance inconnue. Écriture occidentale.
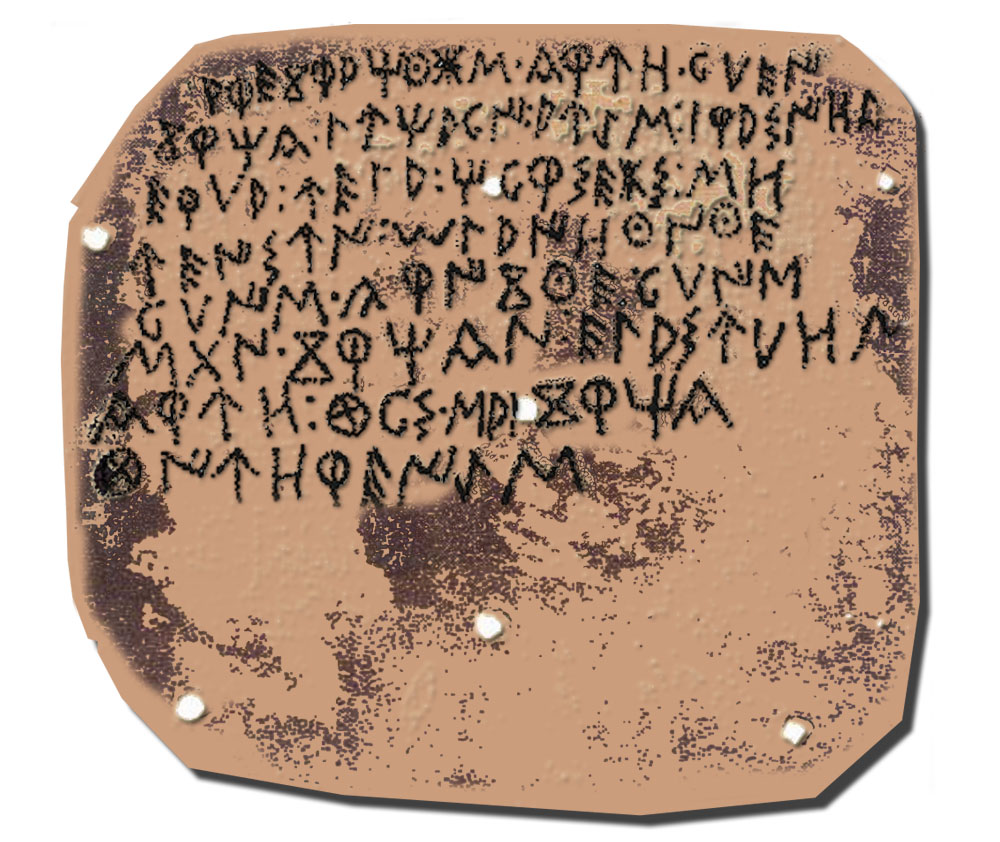
Bronze de Luzaga (Guadalajara). Écriture occidentale.
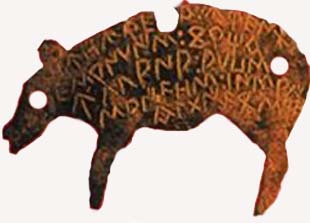
Tessera de Uxama (Osma, Soria). Écriture occidentale.

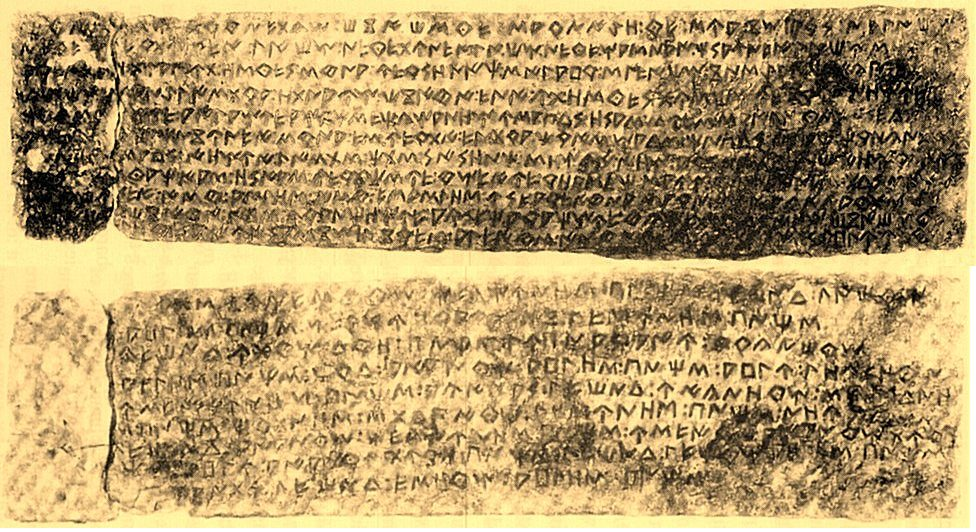
Bronze de Botorrita I (Zaragoza). Écriture  orientale.
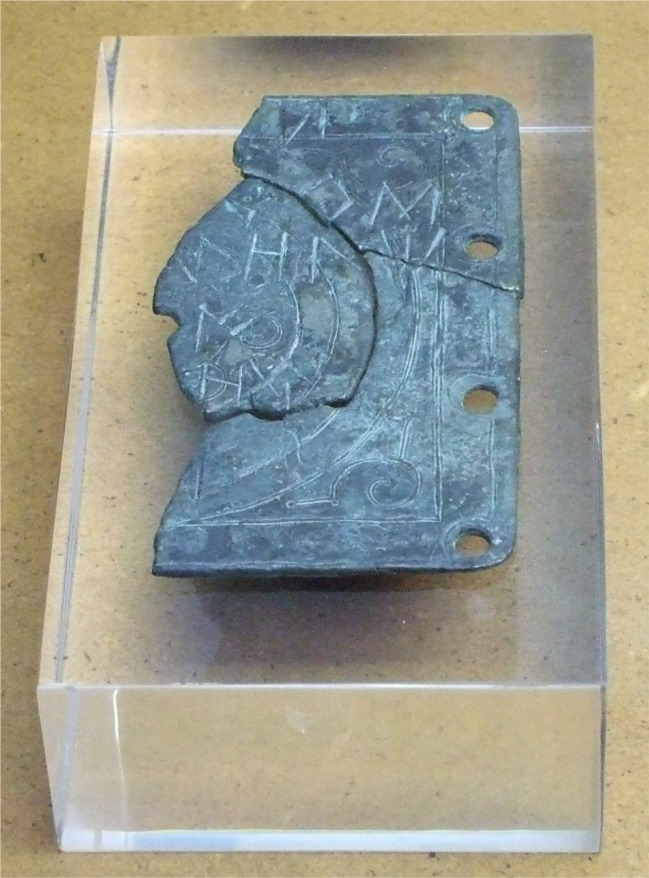
Pièce de bronze (face B) de Botorrita (Zaragoza). Écriture  orientale.
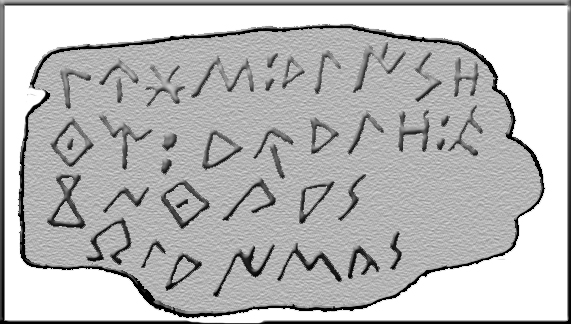
Tessera Fröhner. Lieu de provenance inconnue. Écriture orientale.

### Liste
- Bronze de Botorrita (Zaragoza), plaque IA.
  - A.1. tirikantam : berkunetakam : tokoitoskue : sarnikio (:) kue : sua : kombalkez : nelitom
  - A.2. nekue [: to : u]ertaunei : litom : nekue : taunei : litom : nekue : masnai : tizaunei : litom : soz : auku
  - A.3. aresta[lo] : tamai : uta : oskues : stena : uerzoniti : silabur : sleitom : konskilitom : kabizeti
  - A.4. kantom [:] sankilistara : otanaum : tokoitei : eni : uta : oskuez : boustomue : koruinomue
  - A.5. makasiamue : ailamue : ambitiseti : kamanom : usabituz : ozas : sues : sailo : kusta : bizetuz : iom
  - A.6. asekati : [a]mbitinkounei : stena : es : uertai : entara : tiris : matus : tinbituz : neito : tirikantam
  - A.7. eni : oisatuz : iomui : listas : titas : zizonti : somui : iom : arznas : bionti : iom : kustaikos
  - A.8. arznas : kuati : ias : ozias : uertatosue : temeiue : robiseti : saum : tekametinas : tatuz : somei
  - A.9. enitouzei : iste : ankios : iste : esankios : uze : areitena : sarnikiei : akainakubos
  - A.10. nebintor : tokoitei : ios : uramtiomue : auzeti : aratimue : tekametam : tatuz : iom : tokoitoskue
  - A.11. sarnikiokue : aiuizas : kombalkores : aleites : iste : ires : ruzimuz : abulu : ubokum
  - (Transcription Jordán 2004)
- Large inscription de Peñalba de Villastar (Teruel).
  - ENIOROSEI
  - VTA TIGINO TIATVNEI
  - TRECAIAS TO LVGVEI
  - ARAIANOM COMEIMV
  - ENIOROSEI EQVEISVIQVE
  - OCRIS OLOCAS TOGIAS SISTAT LVGVEI TIASO
  - TOGIAS
  - (Transcription: Meid 1994)